# Chiropterotriton orculus
Chiropterotriton orculus е вид земноводно от семейство Безбелодробни саламандри (Plethodontidae). Видът е уязвим и сериозно застрашен от изчезване.

## Разпространение и местообитание
Разпространен е в Мексико.
Обитава гористи местности и плата в райони с тропически и субтропичен климат.

## Описание
Популацията на вида е намаляваща.